# Sinfonia n. 9 (Bruckner)
La sinfonia n. 9 in re minore, WAB 109, è l'ultima sinfonia, incompleta, del compositore austriaco Anton Bruckner, da lui dedicata «all'amato Dio» (in tedesco dem lieben Gott). L'ultimo dei quattro movimenti in cui è suddivisa è rimasto incompiuto a causa della morte del compositore, sopraggiunta l'11 ottobre del 1896. L'opera fu eseguita per la prima volta a Vienna, sotto la direzione di Ferdinand Löwe, l'11 febbraio 1903.

## Storia

### Composizione

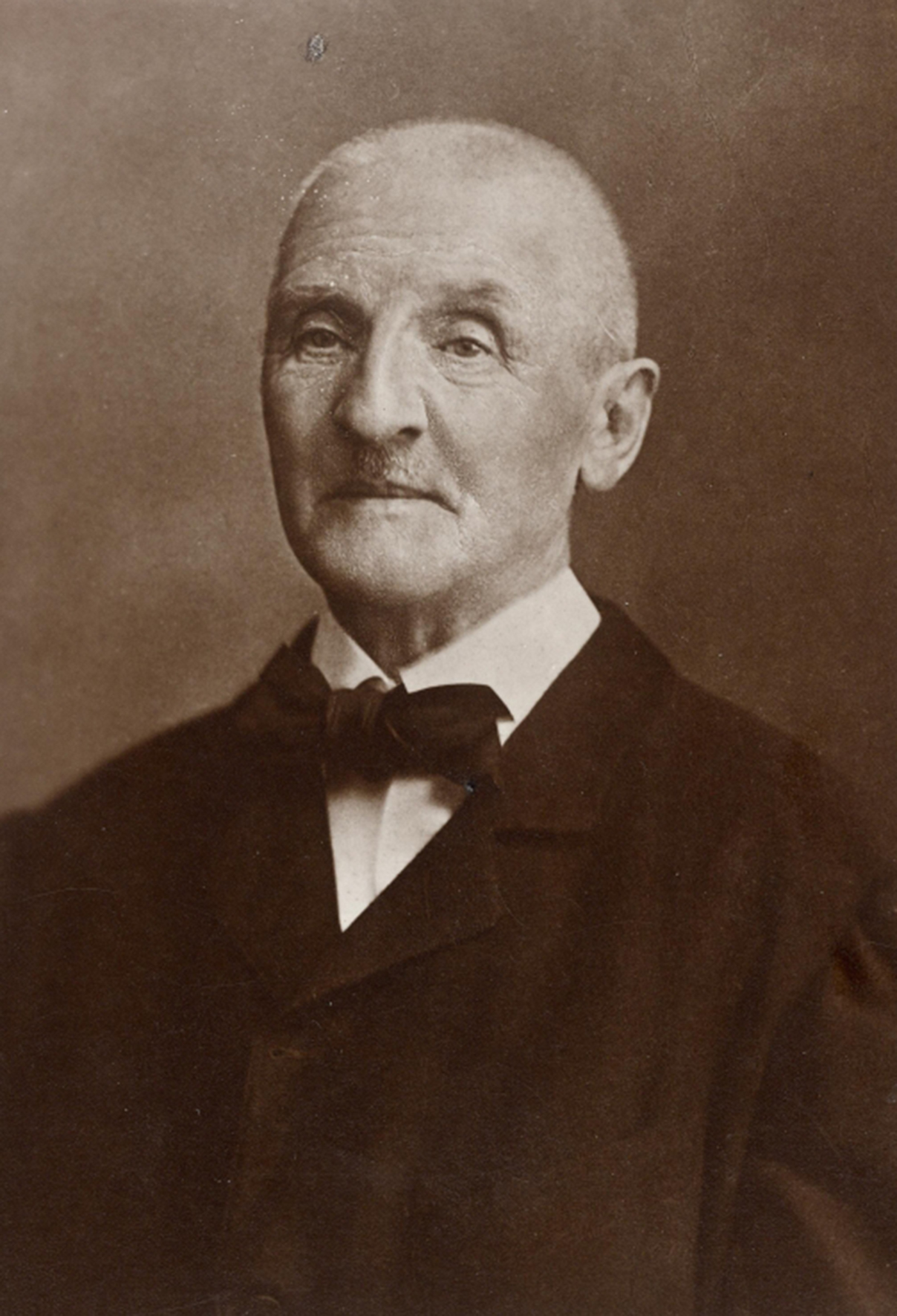
Bruckner nel 1894

Dopo aver completato la prima versione della sinfonia n. 8 il 10 agosto 1887, Bruckner cominciò a lavorare alla nona.  I primi abbozzi, conservati alla Biblioteca Jagellonica di Cracovia, sono datati 12–18 agosto 1887. Il primo spartito del primo movimento è invece datato al 21 settembre 1887.
La composizione del primo movimento venne interrotta poco tempo dopo. Il direttore d'orchestra Hermann Levi, a cui Bruckner aveva inviato lo spartito della sua ottava sinfonia, definì l'orchestrazione “impossibile” e criticò lo sviluppo dei temi, suggerendo a Bruckner di revisionare l'opera. Bruckner fu impegnato nella revisione dell'ottava sinfonia dall'inizio del 1888 fino al 10 marzo 1890. In questo periodo rielaborò anche le sinfonie n. 2 e n. 3.
Dopo aver completato l'ottava sinfonia, Bruckner revisionò la prima e la quarta sinfonia e la sua messa n. 3.
In una lettera datata 18 febbraio 1891, Bruckner annunciò al critico Theodor Helm di aver cominciato a comporre la nona sinfonia, nascondendo il fatto che i suoi primi abbozzi risalivano a quasi quattro anni prima. In seguito, Bruckner compose due opere per coro e orchestra: la sua versione del salmo 150 e la cantata Helgoland.
Il 23 dicembre 1893 fu completato il primo movimento della nona sinfonia. Lo scherzo (secondo movimento), cominciato già nel 1889, fu completato il 15 febbraio 1894. Bruckner compose tre successive versioni del trio:
- La prima versione (1889), in fa maggiore, in stile ländler con un assolo di viola, richiama alcune idee dell'ottava sinfonia. L'accompagnamento in semiminime pizzicate, ripetuto nelle bozze del finale, ricorda l'inizio del Te Deum.[8][9]
- La seconda versione (1893), nella lontana tonalità di fa♯ maggiore, sempre in stile Ländler con assolo di viola, presenta una sonorità eterea. La parte centrale contiene una reminiscenza dell'Alleluia del Messiah di Händel.[10]
- La versione definitiva (1894), sempre in fa♯ maggiore, il cui tempo è particolarmente veloce per un trio. La parte centrale, più lenta, contiene, come nella versione precedente, la citazione a Händel.[11]

L'adagio (terzo movimento) fu completato il 30 novembre 1894. Quando Bruckner morì, l'11 ottobre 1896, il quarto movimento era solo abbozzato.

### La prima esecuzione
I tre movimenti completi della sinfonia furono eseguiti per la prima volta al Musikverein di Vienna l'11 febbraio 1903 dalla Wiener Concertvereinsorchester (precursore dell'Orchestra Sinfonica di Vienna), diretta da Ferdinand Löwe. Löwe apportò profonde modifiche alla partitura originale di Bruckner, riavvicinando l'orchestrazione allo stile di Wagner e alterando l'armonia in alcuni passaggi (in particolare nel climax dell'Adagio). Löwe pubblicò la sua versione senza specificare che si trattava di un arrangiamento. Di conseguenza, questa edizione fu a lungo considerata la versione originale di Bruckner.
Nel 1931, il musicologo Robert Haas segnalò le discrepanze tra l'edizione di Löwe e i manoscritti originali di Bruckner. L'anno successivo, il 2 aprile 1932, a Monaco di Baviera, Siegmund von Hausegger diresse per la prima volta la composizione nella versione originale di Bruckner. La sinfonia fu registrata per la prima volta dallo stesso Hausegger con i Münchner Philharmoniker nell'aprile 1938.

## Organico
La sinfonia è composta per la seguente orchestra:
Legni
- 3 flauti
- 3 oboi
- 3 clarinetti in si♭ e la
- 3 fagotti

Ottoni
- 8 corni in fa e si♭
- 4 tube wagneriane, 2 tenori e 2 basse (raddoppiano i corni n. 5-8)
- 3 trombe in fa
- 3 tromboni contralto, tenore e basso
- 1 tuba contrabbassa

Percussioni:
- timpani

Archi
- violini primi e secondi
- viole
- violoncelli
- contrabbassi

## Struttura
La sinfonia è suddivisa in quattro movimenti, di cui il finale è incompleto e frammentario:
I. Feierlich, misterioso
II. Scherzo. Bewegt, lebhaft - Trio. Schnell
III. Langsam, feierlich
IV. Finale (incompleto)
Gran parte della partitura originale del finale andò perduta probabilmente poco dopo la morte del compositore; alcune delle sezioni perdute della partitura completa rimangono comunque in forma ridotta. 
La composizione è solitamente eseguita priva di un finale, tanto che alcuni autori descrivono «la forma di questa sinfonia […] un enorme arco, due movimenti lenti che sorreggono un vivace scherzo».

### Primo movimento
Il primo movimento, in re minore e con indicazione di tempo alla breve, presenta una struttura assimilabile ad una forma-sonata con tre gruppi tematici. Il movimento si apre con un re in tremolo intonato dagli archi e rafforzato nella terza battuta dai legni. Il primo nucleo tematico, introdotto dai corni, è caratterizzato da una particolare instabilità tonale. All'inizio, ad esempio, alla tonica re seguono le due note adiacenti mi♭ e re♭:
Un'estesa fase di sviluppo raggiunge un climax che culmina nell'esposizione del tema principale, eseguita dall'intero organico in fortississimo:
Il motivo, dopo numerose cadenze, perde intensità, fino a sfociare nel secondo tema, più lirico e cantabile.
Il secondo gruppo tematico, in la maggiore, è introdotto dai violini e comincia in modo pacato, ad un tempo più lento della sezione precedente:
Il terzo gruppo tematico torna alla tonalità di re minore ed è esposto principalmente da archi e corni:
Successivamente, alla fine di un passaggio di transizione, la musica si ferma su un fa. A questo punto segue lo sviluppo. Dal punto di vista formale, Bruckner fa un passo avanti nel suo percorso sinfonico unendo lo sviluppo alla successiva ripresa, invece di lasciarli separati.
Alla fine dello sviluppo viene raggiunto un climax, in cui un pedale sulla nota la introduce la ripresa. Poco prima della coda, Bruckner cita alcuni passaggi della sua precedente sinfonia n. 7. La conclusione del movimento, caratterizzata dalla presenza di un accordo di sesta napoletana (mi♭ maggiore), termina con un'austera quinta vuota re-la.

### Secondo movimento
Lo scherzo in re minore (34) comincia con un'insolita battuta vuota. Dopo la pausa, i legni intonano un caratteristico accordo dissonante composto da mi, sol♯, si♭ e do♯. Dopo un complesso sviluppo armonico, viene finalmente raggiunta la tonica re. Quasi in modo violento, il tema principale dello scherzo irrompe in contrasto con la precedente  introduzione:
Nella sezione centrale, il materiale tematico subisce ulteriori variazioni e assume un carattere danzante. Dopo una ripetizione da capo, un'energica coda conclude lo scherzo.
La versione definitiva del trio, in fa♯ maggiore, (38) inganna l'ascoltatore con i suoi improvvisi cambiamenti di metrica e di ritmo:
Mentre le prime due versioni del trio sono ancora legate a uno stile vicino alla musica popolare, la versione finale allude più al bizzarro e al fantastico.

### Terzo movimento
L'adagio in mi maggiore (44), è diviso in tre macrosezioni. Il movimento comincia con una tormentata ambiguità tonale. I violini introducono lo struggente tema principale, che contiene tutte le dodici note della scala cromatica:
Il tema è introdotto da un intervallo di nona minore (si-do), seguito da una discesa cromatica (do-si-la♯), che conduce a un'improvvisa caduta di ottava. 
Le tube wagneriane, usate qui per la prima volta nell'intera sinfonia, entrano nella seconda battuta, assieme al resto degli archi. 
La seconda parte del tema è una rielaborazione del cosiddetto Amen di Dresda, già adoperato da Mendelssohn nella sua sinfonia n. 5 e da Wagner nell'opera Parsifal. Nella terza parte del tema, introdotta dai contrabbassi, un lamento dell'oboe solista dà il via ad un progressivo e vorticoso crescendo che esplode nell'enunciazione del quarto motivo: un richiamo delle trombe in fortissimo, ripetuto senza variazioni per sette volte, accompagnato da un accordo dalla tonalità ambigua eseguito dagli archi in tremolo:
Verso la fine del primo gruppo tematico, un corno e le tube wagneriane intonano un lento corale discendente in si♭ minore. Bruckner chiamò questo motivo "addio alla vita" (in tedesco Abschied vom Leben):
L'inizio del secondo gruppo tematico, intonato dai violini, presenta un carattere melodico e lamentoso:
Il tema successivo è una dolce melodia «paragonabile ai temi del tardo Beethoven»:
Un assolo di flauto in do maggiore, accompagnato da un accordo di fa♯ alterato, precede la ripetizione del tema principale.
Dopo una pausa ha inizio la seconda sezione del movimento, basata in gran parte su idee già enunciate nel tema principale, qui variate e sviluppate. Dopo una lunga fase di sviluppo, le trombe ripetono la squillante fanfara, per poi essere interrotte dalla ripetizione del tema lirico del secondo gruppo tematico. Dopo una pausa generale, il movimento riacquista lentamente intensità, in un prolungato crescendo, che però si dissolve all'improvviso. A questo punto, un timido pianissimo dei legni introduce un corale di archi e ottoni.
La terza sezione del movimento comincia con un'animata rielaborazione del secondo tema.
Il successivo climax finale, eseguito dall'intera orchestra, converge in un  dissonante accordo di tredicesima.
Dopo aver riproposto frasi del primo tema e citazioni della sua messa in re minore, Bruckner conclude l'adagio facendolo quasi dissolvere su un dolce accordo di mi maggiore.

### Quarto movimento
Il materiale del quarto movimento è sopravvissuto in diversi livelli di composizione: da semplici abbozzi a a partiture più o meno complete. Complessivamente, la composizione è interrotta da cinque lacune, mentre la coda manca del tutto. Probabilmente, buona parte del materiale andò perduto subito dopo la morte del compositore.
Il movimento, come lasciato da Bruckner, presenta un tema principale dal ritmo saltellante:
Questa insistente figura ritmica pervade l'intero movimento. Il secondo gruppo tematico comincia con una variazione del tema principale. Il terzo tema è un maestoso corale eseguito dagli ottoni, interpretato come una «splendente risurrezione» dell'"addio alla vita" declamato nell'adagio:
Il tema d'apertura del Te Deum, suonato dal flauto, è riproposto prima del breve sviluppo, in cui spiccano dei singolari richiami di tromba, particolarmente dissonanti per la presenza di intervalli di nona minore.
La ripresa ha inizio con una movimentata fuga, che si basa su una variazione del tema principale.
Dopo la ripresa del corale, è introdotto un ulteriore tema che, secondo Nikolaus Harnoncourt, avrebbe introdotto la coda finale della sinfonia. 
A questo punto la composizione si interrompe.

## Ricostruzioni del finale
Numerosi musicologi e compositori si sono cimentati nella ricostruzione dell'ultimo movimento della nona sinfonia di Bruckner. Ecco le versioni più conosciute ed eseguite:
- William Carragan (1983; rev. 2003, 2006, 2007, 2010 and 2017)
- Nicola Samale, Giuseppe Mazzuca (1984, rev. 1988)
- Nicola Samale, Giuseppe Mazzuca, John A. Phillips, Benjamin-Gunnar Cohrs (1992; rev. 1996, 2005, 2007, 2012; rev. Phillips 2021)
- Nors S. Josephson (1992)
- Sébastien Letocart (2008)
- Roberto Ferrazza (2009-2010; rev. 2011-2017)
- Gerd Schaller (2015; rev. 2018)

## Discografia selettiva
- Siegmund von Hausegger, Münchner Philharmoniker, 1938, Preiser Records
- Wilhelm Furtwängler, Berliner Philharmoniker (live), 1944, Melodija, Eterna, Deutsche Grammophon
- Eduard van Beinum, Orchestra reale del Concertgebouw, 1956, Philips
- Joseph Keilberth, Philharmonisches Staatsorchester Hamburg, 1956, Telefunken
- Bruno Walter, Columbia Symphony Orchestra, 1960, Columbia/Sony
- Carl Schuricht, Wiener Philharmoniker, 1961, EMI
- Eugen Jochum, Berliner Philharmoniker, 1964, Deutsche Grammophon
- Herbert von Karajan, Berliner Philharmoniker, 1966, Deutsche Grammophon
- Jascha Horenstein, BBC Symphony Orchestra (live), 1972, BBC
- Daniel Barenboim, Chicago Symphony Orchestra, 1976, Deutsche Grammophon
- Herbert von Karajan, Wiener Philharmoniker (live), 1976, Deutsche Grammophon
- Carlo Maria Giulini, Chicago Symphony Orchestra, 1977, EMI
- Eugen Jochum, Staatskapelle Dresden, 1978, Eterna, EMI
- Günter Wand, Kölner Rundfunk-Sinfonie-Orchester, 1979, Deutsche Harmonia Mundi/EMI, RCA/BMG
- Sir Georg Solti, Chicago Symphony Orchestra, 1985, Decca
- Christoph von Dohnányi, Cleveland Orchestra, 1988, Decca
- Carlo Maria Giulini, Wiener Philharmoniker (live), 1988, Deutsche Grammophon
- Günter Wand, NDR-Sinfonieorchester (live), 1993, RCA Victor Red Seal/BMG
- Günter Wand, NDR-Sinfonieorchester (live), 1998, BMG SACD
- Sergiu Celibidache, Münchner Philharmoniker (live), 1995, EMI
- Günter Wand, Berliner Philharmoniker (live), 1998, RCA/BMG
- Stanisław Skrowaczewski, Rundfunk-Sinfonieorchester Saarbrücken, 2001, Oehms Classics
- Günter Wand, Münchner Philharmoniker (live 1998), 2007 Hänssler
- Dennis Russell Davies, Bruckner Orchester Linz, 2008, ARTE NOVA
- Herbert Blomstedt, Gewandhausorchester Leipzig, 2011, Querstand